# MVK busz (Miskolc)
A miskolci MVK jelzésű autóbuszvonal a Centrum és a Szondi György utca között húzódik, amelyet a Miskolc Városi Közlekedési Zrt. üzemeltet minden év Múzeumok Éjszakáján.

## Története
Az MVK Zrt. minden év Múzeumok Éjszakáján (jellemzően június 20-27. közötti szombatokon) díjmentesen igénybe vehető járatokat indít a Szondi György utcai autóbuszgarázsba a Centrum Áruház elől, mely odairányban csak a Búza téren, visszirányban csak a Selyemréten és a Népkertnél áll meg.
Az ingyenes autóbuszjárat párja az ingyenes villamosjárat, mely MVKV jelzéssel közlekedik a Tiszai pályaudvar és a remíz között.

## Útvonala
| Centrum – Szondi György utca | Szondi György utca – Centrum |
| --- | --- |
| Centrum ➝ Szentpáli utca ➝ Szeles utca ➝ Ady Endre utca ➝ Zsolcai kapu ➝ József Attila út ➝ Baross Gábor út ➝ Üteg utca ➝ Szondi György utca | Szondi György utca ➝ Üteg utca ➝ Baross Gábor út ➝ Bajcsy-Zsilinszky út ➝ Soltész-Nagy Kálmán út ➝ Lévay József utca ➝ Görgey utca ➝ Corvin utca ➝ Szentpáli utca ➝ Centrum |

## Közlekedése
A Centrum irányából a 14:45 és 21:35 között terjedő időszakban indulnak autóbuszok:
- 18:35-ig 15 perces;
- 18:35-től félórás ütemezettséggel.

A Szondi György utca irányából a 15:05 és 22:05 között terjedő időszakban indulnak autóbuszok:
- 18:50-ig 15 perces;
- 18:50-től félórás ütemezettséggel.

### Járművek
Az MVK Zrt. a különleges alkalomra az Ikarus 280-as típusú veterán csuklós autóbuszát adja ki az egész nap folyamán, melyet további csuklós, MAN Lion’s City járművek sűrítenek.

## Megállóhelyei
| 0 | Centrum végállomás            | 0.0 km | 0  | 3A, 20, 20B, 28, 32, 34, 35, 43, 44, Auchan 1 1, 1A |
| 1 | Búza tér / Zsolcai kapu       | 1.0 km | 4  | 1, 1G, 3, 3A, 4, 7, 11, 12G, 20, 20B, 24, 28, 32, 32G, 34G, 43, 44, 900, 914, 935 1050, 1053, 1369, 1372, 1373, 1374, 1375, 1376, 1377, 1380, 1383, 1384 3700, 3702, 3703, 3704, 3705, 3706, 3707, 3708, 3710, 3712, 3714, 3715, 3716, 3717, 3718, 3719, 3720, 3721, 3722, 3723, 3724, 3727, 3730, 3731, 3733, 3734, 3735, 3738, 3739, 3740, 3741, 3742, 3743, 3744, 3745, 3746, 3747, 3748, 3749, 3750, 3751, 3752, 3753, 3754, 3755, 3757, 3760, 3761, 3765, 3766, 3767, 3770, 3774, 3775, 3776 |
| ∫ | Népkert                       | ∫      | ∫  | 14, 20, 20B, 28, 34, 35, 36, 43, 44, 900, 914, 935 |
| ∫ | Selyemrét                     | ∫      | ∫  | 1, 1G, 1VP, 3, 7, 12G, 14G, 21, 30, 32G, 34G, 35G, 900, 901, 935, Auchan 1 1, 1A 3738, 3751 |
| 2 | Szondi György utca végállomás | 2.7 km | 10 | 1G, 7, 12G, 14G, 21G, 35G, 101B, 900, 935, Auchan 1 MVKV 3706, 3710, 3712, 3715, 3716, 3717, 3718, 3719, 3720, 3721, 3722, 3723, 3724, 3727, 3730, 3731, 3733, 3734, 3735 |